# Kuanua
Kuanua (auch Tolai, Gunantuna, Tinata Tuna, Tuna, Blanche Bay, New Britain Language, oder Tolai Tok Ples) ist die Muttersprache des indigenen Tolai-Volkes auf der Gazelle-Halbinsel von Neubritannien (New Britain, kolonialdeutsch: Neupommern) im Bismarck-Archipel von Papua-Neuguinea. Sie ist darüber hinaus Zweitsprache (Handels-, Verkehrs- und Kirchensprache) in Neubritannien, den vorgelagerten Duke-of-York-Inseln und Teilen der benachbarten Insel Neuirland (New Ireland, ehemals Neumecklenburg). Kuanua gehört zur malayo-polynesischen Untergruppe der austronesischen Sprachen.
Nach Zählung des SIL (christliches „Linguistisches Sommerinstitut“) gab es 1991 etwa 61.000 muttersprachliche Sprecher und etwa 20.000 Zweitsprachler (die Tolai haben heutzutage über 120.000 Angehörige). Die Sprache gehört damit zu den sprecherstärksten Sprachen Papua-Neuguineas. Es gibt mehrere Dialekte: Vunadidir, Rapitok, Raluana, Vanumami, Livuan, Matupit, Kokopo, Kabakada, Nodup, Kininanggunan, Rakunei, Rebar, Watom und Masawa. Bedingt durch den frühen Kontakt mit christlichen Missionaren wurden schon zur Kolonialzeit Einführungen in diese Sprache sowie Bibelübersetzungen in Kuanua herausgebracht.
Als weitere Sprachen sind zudem die heutige Amtssprache Tok Pisin und die englische Sprache verbreitet. Die Tolai hatten bereits zwischen 1870 und 1875 regelmäßigen Kontakt zu Europäern und stellten einen großen Anteil der Arbeitskräfte auf den europäischen Plantagen im Südpazifik. Die auf den Plantagen entstandene Verkehrssprache Papua-Neuguineas, Tok Pisin, bezieht daher bis zu 10 Prozent ihrer Worte aus der Kuanua-Sprache der Tolai.